# Programa Ariel

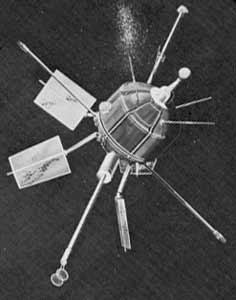
O satélite Ariel 1.

Ariel, foi o nome atribuído a um programa de satélites de pesquisa britânico, conduzido entre 1962 e 1979.
Como parte desse programa, foram lançados seis satélites.
O primeiro deles, foi, não só o primeiro desse programa, mas também o primeiro satélite britânico.
O programa começou com o Ariel 1 em Abril de 1962 e se encerrou com o Ariel 6 em 2 de Junho de 1979.
Os primeiros quatro satélites serviram para estudos da ionosfera, os dois últimos, serviram para estudos astronômicos sobre raios-X e raios cósmicos.
Esse programa foi conduzido pelo Science Research Council, sendo os dois primeiros satélites, construídos pela NASA, e os seguintes, construídos pelos britânicos.
Todos os lançamentos, foram realizados por foguetes de origem Norte americana.
O Ariel 1, por um Thor-Delta, e os seguintes por diferentes modelos da família Scout de foguetes.

## Satelites
| Satélite | Data do lançamento     | Veículo lançador | Local do lançamento  | COSPAR ID | Comentários                                                                                  |
| -------- | ---------------------- | ---------------- | -------------------- | --------- | -------------------------------------------------------------------------------------------- |
| Ariel 1  | 26 de abril de 1962    | Thor-Delta       | Cabo Canaveral       | 1962-015A | O primeiro satélite artificial britânico.                                                    |
| Ariel 2  | 27 de março de 1964    | Scout X-3        | Wallops Island       | 1964-015A |                                                                                              |
| Ariel 3  | 5 de maio de 1967      | Scout A          | Vandenberg AFB       | 1967-042A | O primeiro satélite artificial projetado e construído no Reino Unido.                        |
| Ariel 4  | 11 de dezembro de 1971 | Scout B          | Vandenberg AFB       | 1971-109A |                                                                                              |
| Ariel 5  | 15 de outubro de 1974  | Scout B          | Plataforma San Marco | 1974-077A | As operações do satélite foram conduzidas a partir de um centro de controle no Appleton Lab. |
| Ariel 6  | 2 de junho de 1979     | Scout D          | Wallops Island       | 1979-047A | O último satélite do Programa Ariel.                                                         |